# Sistema electrónico epidérmico

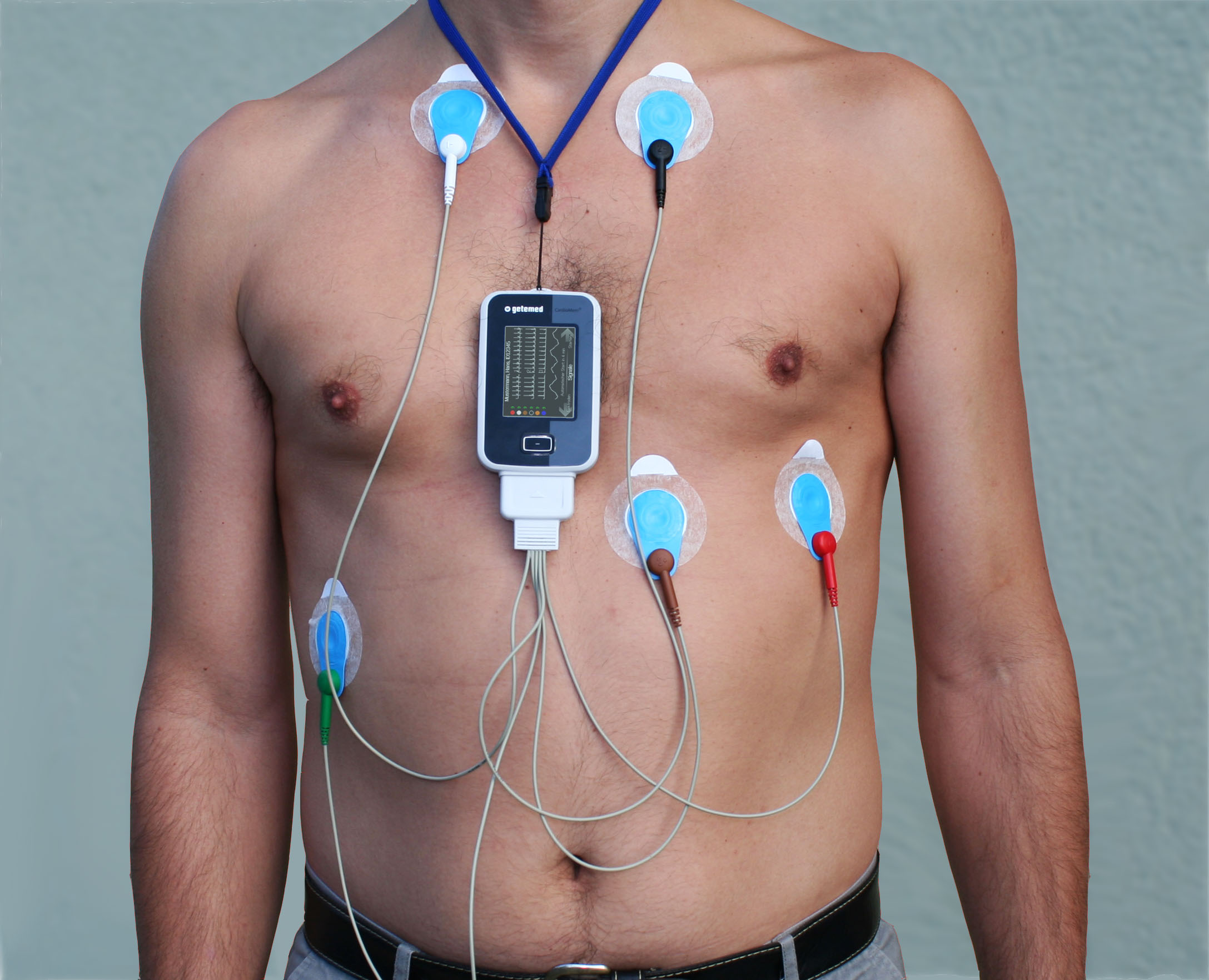
Se espera que los sistemas electrónicos epidérmicos sustituyan sistemas voluminosos como este monitor Holter.

Un sistema electrónico epidérmico, piel electrónica o parche electrónico es un dispositivo electrónico delgado e inalámbrico que ha sido desarrollado como alternativa a los actuales sensores en medicina que son poco prácticos por ser más voluminosos. Dado que los sistemas electrónicos epidérmicos pueden monitorizar diversas características fisiológicas, tienen otras aplicaciones potenciales como el control de videojuegos por voz o la comunicación durante operaciones de espionaje.

## Características físicas
Al ser delgado, inalámbrico, ligero, flexible y adherirse a la piel como una película, un sistema electrónico epidérmico es fisiológicamente invisible para la persona que lo usa. Además, dependiendo de su ubicación, puede captar señales del cerebro, el corazón, la actividad del tejido muscular, o la voz (esta última con una precisión superior al 90 %).
Estos parches electrónicos tienen un espesor de 50 micras y se adhieren sin pegamento a la piel mediante fuerzas de Van der Waals. Además, su consumo energético es tan bajo que pueden abastecerse usando celdas solares o captando radiación electromagnética del ambiente.

## Componentes
Actualmente se han desarrollado sistemas que incorporan sensores electrofisiológicos, de temperatura y de tensión, así como transistores, diodos emisores de luz, fotoceldas, inductores de radiofrecuencia, condensadores, osciladores y diodos rectificadores.